# Sint-Andreaskerk (Hildesheim)
De Sint-Andreaskerk van Hildesheim is een lutherse kerk gewijd aan de apostel Andreas. Deze kerk in gotische stijl heeft een toren van 114,5 meter, wat het de hoogste kerktoren van Nedersaksen maakt.

## Geschiedenis
Op de plaats van de huidige kerk heeft in ieder geval voor het sterfjaar van bisschop Bernward in 1022 een preromaanse kapel gestaan die gewijd was aan Andreas. In de romaanse periode wordt de markt verplaatst van de Oude Markt bij de Michaeliskirche naar het veld bij de kapel. Het kleine kapelletje wordt dan vervangen door een romaanse kerk. Van deze kerk resteert nu alleen nog het westwerk.
Met de gotische kerk is aan het eind van de veertiende eeuw begonnen. Het koor kwam gereed in 1389, de noordelijke zijbeuk in 1404, de toren in 1503. De toren werd echter pas afgebouwd eind negentiende eeuw.
Deze parochiekerk aan de markt was in de middeleeuwen een prestigeobject van de steeds welvarender en invloedrijker wordende burgerij, tegenover de macht van de lokale bisschop die zetelde in de Dom van Hildesheim. Tijdens de reformatie was de Andreaskerk de eerste kerk in Hildesheim die overging naar het protestantisme. In 1542 werd door Johannes Bugenhagen voor het eerst Luthers gepreekt. In 1995 heeft de Beeldhouwer Ulrich Henn deze gebeurtenis vastgelegd in een bronzen deur in een van de portalen van de kerk.
In de Tweede Wereldoorlog is de kerk zwaar beschadigd. Na bombardementen in 1945 op Hildesheim was de kerk volledig uitgebrand en stonden alleen de buitenmuren en de toren overeind. In de jaren 50 werd de kerk zo goed mogelijk in originele staat hersteld.